# 帝拳プロモーション
帝拳プロモーション（ていけんプロモーション）は、東京都北区に在るプロボクシングのプロモートカンパニー、東京都新宿区神楽坂にあるボクシングジムの運営母体。

## 沿革

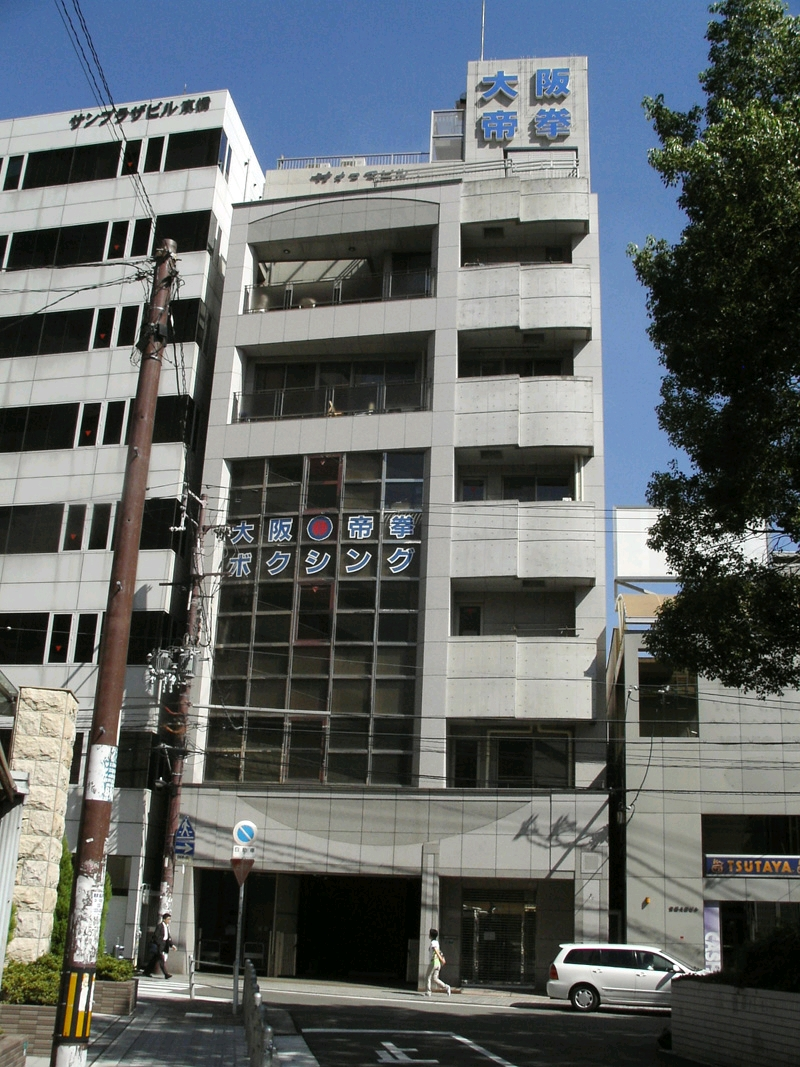
大阪帝拳ジム。ただし現在は移転。

1926年7月、上海に無断で遠征したことで「日本のボクシングの父」渡辺勇次郎率いる日本拳闘倶楽部から破門された荻野貞行が新橋駅近くに「帝国拳闘協会拳道社」として設立。実業家だった荻野の父・卓造の紹介により後に日本ボクシングコミッション（JBC）初代コミッショナーとなる田邊宗英が初代会長に就任し、師範に荻野、助師範に佐藤東洋、滝沢吉助、吉本武雄、マネージャーとして荻野とは立教大学の同級生だった本田明が参加した。現存する国内ボクシングジムでは東京拳闘会に次いで2番目に古い。田邊会長が後楽園スタヂアム（現・東京ドーム）の取締役になるとともに本田マネージャーが2代目会長に就任し、戦後の1946年に「帝拳株式会社」として法人化、ジム名を「王子拳道会」とした後、1954年より現ジム名。王子拳道会時代には日本初の世界王者になる前の白井義男も所属していた。
1965年7月3日に本田明が死去し、先代会長の次男で立教高校3年であった、当時17歳の本田明彦が新会長就任。2024年まで76年に渡り実質的にジム内を切り盛りしていたマネージャーは長野ハル。
なお以前のジムは、東京の北区王子や新宿区の早稲田や四谷に在った。現在の練習場は、1998年6月1日にオープンしたものである。また、大阪帝拳もかつては、大阪市都島区京橋に在った。
2007年3月18日に、本田会長がプロモート業に専念するためOBの浜田剛史が、新設の代表に就任した。
新日本仙台OB田中繊大や元日本大学フェニックストレーナー山本忠雄も指導者として採用している。
2009年3月チャンピオン・カーニバルでのミニマム級日本王座決定戦で所属選手辻昌建がKO負けにより死亡というリング禍が発生。その直後2週間ほど喪に服し休業。その後、一時期はウェブサイトを閉鎖し、新規練習生の受け入れを中止した。

## 影響
東京帝拳が2025年7月までに輩出した世界王者は15名、日本のジムでは最多となる数字である。大阪帝拳からも3名輩出。
日本テレビ・電通とのタイアップで全盛期のマイク・タイソンを2度招聘し、東京ドームでWBA・WBC・IBF統一世界ヘビー級タイトルマッチを開催。このうち、1990年のジェームス・ダグラス戦ではジミー・レノン・ジュニアをリングアナウンサーに起用。レノンにとっては初の大舞台であった。この後、レノンは次第にビッグマッチを手がけるようになり、2013年には国際ボクシング名誉の殿堂博物館に殿堂入りしたが、西岡利晃の日本国内外での7度の防衛戦のうち5度リングアナウンサーを務めるなど、帝拳主催の興行には度々登場している。
ロンドンオリンピック金メダリスト村田諒太は2014年9月より所属となったが、三迫所属としてプロ転向した当初よりサポートしている。三迫時代からの関係で村田の試合を中心にフジテレビともタイアップを組むようになった。また、2000年代から2010年代にかけては神奈川拳志会加盟ジム及びワタナベボクシングジムとともにテレビ東京ともタイアップを組んだこともあった。
日テレとタイアップして「ダイナミックグローブ」、WOWOWとタイアップして「エキサイトマッチ〜世界プロボクシング」といった興行や海外プロボクシング番組をプロデュースし、リカルド・ロペスやフリオ・セサール・チャベス、ロイ・ジョーンズ・ジュニア、オスカー・デ・ラ・ホーヤ、フェリックス・トリニダード、マニー・パッキャオといった世界的なスーパースターによるスーパーファイトを日本のプロボクシングファンに提供してきた。
2021年11月、アマゾンジャパン及びトップランクとパートナーシップ契約を結び、複数イベントをプライムビデオにて「Prime Viode Boxing（旧Live Boxing）」として独占配信している。
2023年、「ダイナミックグローブ」はそれまでの日テレに代わりU-NEXTと契約を結び「DYNAMIC GLOVE on U-NEXT（旧WHO’S NEXT DYNAMIC GLOVE on U-NEXT）」にリニューアルされた。
一時期、アメリカで人気の総合格闘技UFCの放映権ビジネスにも関わり、WOWOW、日テレG+での放送に関係していた（放送再開後のWOWOWでのUFC放送は帝拳を介していない）。
一方、大阪帝拳は読売テレビとタイアップして「ドラマチックボクシング」を放送したが、ytvが放送を打ち切ったため、朝日放送系CSチャンネルスカイ・A sports+に移され、休止期間を経て現在はノーテレビ。なお、1980年代には関西テレビとタイアップを組んだ時期もあった。
日本ボクシング連盟（JABF）にも加盟している。
2023年1月、「日本を世界屈指のボクシング大国に導くフェアな興行を行ってきた」として、帝拳ジムならびに帝拳プロモーションが第13回日本スポーツ学会大賞に選出された。また、同ジムの象徴的存在として村田も同賞に選出されている。

## 系列ジム
帝拳・大阪府（大阪帝拳）、青森県（八戸帝拳）と、国内に3つの系列ジムを所持しているが、アメリカ大陸の国々にも帝拳系列のジムや事務所（USA帝拳、メキシコ帝拳、ベネズエラ帝拳、ラスベガスオフィス）が存在する。
かつては帝拳宇都宮ジムや沖縄帝拳ジムも存在した。また、福岡中央ジムは一時福岡帝拳ジムとして活動していた。

### 所在地
- 帝拳 - 東京都新宿区神楽坂2-10 カグラヒルズ5F
  - 旧：帝国拳闘協会拳道社。便宜上「東京・帝拳」「帝拳本部」の呼称が使われる場合も。
- 大阪帝拳 - 大阪府大阪市都島区都島本通3-27-13
  - 吉井清を初代会長として1964年開業。初代会長死去前々年の2005年に子息である吉井寛が第2代会長に就任、女子ボクシングにも取り組んでいる。また、選手育成を目的としないシティスポーツクラブも運営。
- 八戸帝拳 - 青森県八戸市湊高台2-2-13

## 選手
特記なき場合は（東京）帝拳所属

### 帝拳グループの日本国内のジム所属世界王者
※☆は現役選手
- 大場政夫（WBA世界フライ級、甥の綜はタイ国王者及びWBU世界1位）
- 浜田剛史（WBC世界スーパーライト級）
- 渡辺二郎（WBA・WBC世界スーパーフライ級＝大阪帝拳）
- 六車卓也（WBA世界バンタム級＝大阪帝拳）
- 辰吉丈一郎（WBC世界バンタム級＝大阪帝拳）☆
- ホルヘ・リナレス（WBC世界フェザー級、WBA世界スーパーフェザー級、WBA・WBC世界ライト級）
- 西岡利晃（WBC世界スーパーバンタム級）
- 粟生隆寛（WBC世界フェザー級、WBC世界スーパーフェザー級）
- 下田昭文（WBA世界スーパーバンタム級）
- 山中慎介（WBC世界バンタム級）
- 五十嵐俊幸（WBC世界フライ級）
- 三浦隆司（WBC世界スーパーフェザー級）
- カルロス・クアドラス（WBC世界スーパーフライ級）☆
- 木村悠（WBC世界ライトフライ級）
- 村田諒太（WBA世界ミドル級）
- 尾川堅一（IBF世界スーパーフェザー級）☆
- 岩田翔吉（WBO世界ライトフライ級）☆
- 高見享介  (WBA世界ライトフライ級)  ☆

### 帝拳プロモーション契約外国人選手世界王者
- ヘナロ・エルナンデス（WBA・WBC世界スーパーフェザー級＝ アメリカ合衆国）
- デビッド・グリマン（WBA世界フライ級＝ ベネズエラ）
- ホセ・ルイス・ブエノ（WBC世界スーパーフライ級＝ メキシコ）
- エロイ・ロハス（WBA世界フェザー級＝ ベネズエラ）
- セサール・バサン（WBC世界ライト級＝ メキシコ）
- エドウィン・バレロ（WBA世界スーパーフェザー級＝ ベネズエラ）（※WBA王座返上後に帝拳との契約を解消）
- ローマン・ゴンザレス（WBA世界ミニマム級、ライトフライ級、WBC世界フライ級、WBC・WBAスーパーフライ級＝ ニカラグア）
- ジョマ・ガンボア（WBA世界ミニマム級＝ フィリピン）<非帝拳プロモーション所属マネージャーを通じての間接契約>
- ロレンソ・パーラ（WBA世界フライ級＝ ベネズエラ）<非帝拳プロモーション所属マネージャーを通じての間接契約>
- ジェシー・ロドリゲス（WBC世界スーパーフライ級、WBO・IBF世界フライ級＝ アメリカ合衆国）
- アンソニー・オラスクアガ（WBO世界フライ級＝ アメリカ合衆国）

### 帝拳と関係の深い世界王者
- 長谷川穂積（元WBC世界バンタム級、スーパーバンタム級、フェザー級王者＝千里馬神戸→真正）

本田会長が長谷川の世界タイトルマッチのほぼ全ての試合でプロモーターを務めており、また山下正人会長は、帝拳所属でJBCから2007年度トレーナーライセンスを取得した。
- 中谷潤人（現WBC世界バンタム級、元WBO世界フライ級、スーパーフライ級王者、M.T）

元帝拳所属ボクサーの高城正宏がジム代表を務め、トップランクとの三者合同でプロモートしている。

### 世界王者以外の主な現役選手
世界ランカー経験者
- 那須川天心（現WBOアジアパシフィックバンタム級王者・初代RISE世界フェザー級王者）
- 藤田健児（現WBOアジアパシフィックフェザー級王者）
- 増田陸（現日本バンタム級王者）
- 中野幹士 （現OPBF東洋太平洋フェザー級王者）
- 波田大和（現OPBF東洋太平洋スーパーフェザー級王者）
- 村田昴（現WBOアジアパシフィックスーパーバンタム級王者）
- 坪井智也 (現WBOアジアパシフィックバンタム級王者)
- 齋藤麗王 (現WBOアジアパシフィックスーパーフェザー級王者)
- 松本流星（第36代日本ミニマム級王者）

その他の主な選手
- 辰吉寿以輝 （辰吉丈一郎の次男=大阪帝拳）
- 豊嶋亮太（第42代OPBF東洋太平洋・現日本スーパーウェルター級王者)
- 李健太（現日本スーパーライト級王者）
- 福井勝也
- 荒本一成

### その他主な引退・契約解除した選手
- 佐々木洵樹（K-1に移籍。Krushバンタム級王者。）
- 桑田勇（選手としてはC級で終わったが20歳でトレーナー転向。1992年エディ・タウンゼント賞受賞）
- 山口賢一（大阪帝拳との契約解除後にオーストラリアへ、元WBOアジアパシフィックスーパーバンタム級暫定王者。日本人初のWBO世界王座挑戦者）
- パンサー柳田（元OPBF東洋太平洋フェザー級王者＝福岡帝拳）
- カーロス・エリオット（スーパーウェルター級で世界挑戦1度＝八戸帝拳）
- ロリ・ガスカ（第39代OPBF東洋太平洋スーパーバンタム級王者=大阪帝拳）
- リック吉村（日本ライト級王者・日本スーパーライト級王者、石川ジムに移籍後、ライト級で日本王座防衛最多記録、世界挑戦1度＝八戸帝拳）
- マーク堀越（日本スーパーバンタム級王者で6連続KO防衛＝八戸帝拳）
- 佐井敦史（ミニマム級で世界挑戦1度＝八戸帝拳）
- 糸数勤（元日本スーパーフライ級王者）
- 赤坂義昭（元大相撲力士で四股名は郷の山、元日本ミドル級王者、引退後は協栄札幌赤坂ジム初代会長）
- 小坂照男（スーパーフェザー級、ライト級で世界挑戦合計3度）
- 浅尾和信（全日本新人王・バンタム級東軍代表、引退後に国際A級審判員、長男・雄太も一時期マネージャーを務めた）
- 尾崎富士雄（元OPBF東洋太平洋ウェルター級王者、世界挑戦2度）
- 八尋史朗（元OPBF東洋太平洋ライトフライ級王者、世界挑戦3度、フライ級でもIBF世界ランク入り）
- 穂積秀一（フライ級日本タイトル連続防衛6度の最多タイ記録、ライトフライ級含め2階級制覇、フライ級で世界挑戦2度）
- 関博之（スーパーフライ級で日本王座挑戦4度、現在は地元福岡で関ジム会長）
- 高城正宏（元日本スーパーフェザー級王者。M.Tボクシングジム代表）
- 永野祐樹（元日本ウェルター級王者）
- 葛西裕一（元OPBF東洋太平洋スーパーバンタム級王者、世界挑戦3度、引退後トレーナーに転じ2008年エディ・タウンゼント賞受賞、現在はGLOVES代表）
- 植村竜郎
- 加藤憲治（元日本フライ級王者）
- 大貫照雄（元日本ミドル級王者）
- 小林信夫（元日本ライト級王者）
- 大和心（元OPBF東洋太平洋スーパーバンタム級王者、引退後はタレントを経て、現在はトレーナー）
- 玉城信一（元日本ミニマム級王者）
- 木村鋭景（元日本フェザー級王者）
- 池森久貴（バンタム級で日本王座挑戦3度）
- 宮城誠（元日本ミニマム級ランカー、従兄に嘉陽宗嗣）
- 三澤照夫（元日本ミニマム級王者、ミニマム級で世界挑戦1度）
- 稲田千賢（元OPBF東洋太平洋ライト級王者、ライト級で世界挑戦1度）
- 矢代義光（元日本スーパーフェザー級王者）
- 松橋拓二（元アマチュア世界選手権日本代表、元日本スーパーウェルター級ランカー）
- 辻昌建
- 池原信遂（元日本バンタム級王者、元バンタム級世界ランカー、現在は審判員＝大阪帝拳）
- 國重隆（ライトフライ級世界ランカー、ワタナベジムへ移籍＝大阪帝拳）
- 瀬川幸雄（モントリオールオリンピック日本代表、スーパーバンタム級で世界王座挑戦1度）
- 樋高リオ（大阪帝拳ジム初の日本人ヘビー級プロボクサー、渥美ジムに移籍）
- 坂本尚志
- 野上真司（WBOアジア太平洋スーパーフェザー級王者、現在は配偶者の好川菜々と共にディアマンテスジム経営=大阪帝拳）
- 石角悠起（ラジャダムナン・スタジアム・WBFアジア太平洋スーパーフェザー級王者=大阪帝拳）
- 松田直樹（元OPBF東洋太平洋フェザー級王者）
- 西尾誠（上記の関のジムから独立した黒木優子専属コーチ・三迫ジム所属トレーナー・上記の松田のジム・帝拳ジムを経て現在は角海老ジムトレーナー）
- 中川大資（元日本ミドル級王者・日本ウェルター級王者・日本スーパーウェルター級王者。日本王座3階級制覇王者）
- 川西友子（元OPBF東洋太平洋女子スーパーフライ級王者、世界挑戦1度。帝拳グループ初の女子選手＝大阪帝拳）
- 高瀬司（元日本・東洋太平洋ランカー 先代吉井清会長最後の秘蔵っ子と言われタイトル1度挑戦、現在は大阪帝拳ジムチーフトレーナー）
- 三浦広光（総合格闘技から転向）
- 中澤将信（日本スーパーライト級暫定王者、飯田覚士ボクシング塾ボックスファイ・トレーナー）
- 佐々木基樹（OPBFウェルター級、スーパーライト級2階級王者、世界挑戦2度）
- 石本康隆（元WBOインターナショナルスーパーバンタム級王者）
- 亀海喜寛（元OPBF東洋太平洋ウェルター級王者、日本スーパーライト級王者）
- 末吉大（第47代日本スーパーフェザー級王者）
- 中谷正義（第46代OPBF東洋太平洋ライト級王者。井岡より移籍）

### 著名人で練習生だった者
- 鈴木信行
- 峰竜太
- RIKIYA
- 藤波辰巳
- ゾッド星島